# 블라디미르 코레네프
블라디미르 보리소비치 코레네프(러시아어: Влади́мир Бори́сович Ко́ренев, 1940년 6월 20일 ~ 2021년 1월 2일)은 러시아의 영화·연극 배우이다.
소비에트 연방의 세바스토폴에서 해군 장군인 보리스 레오니도비치 코레네프의 아들로 태어났다. 가족이 탈린으로 이주한 뒤 코레네프는 문학과 연극에 관심을 가졌다. 1957년 루나차르스키 국립 연극학교(현 러시아 국립 공연예술대학교)를 들어갔다.
1961년 영화 앰피비안 맨의 주연을 맡아 스타가 되었다. 그밖에 30여편의 영화를 찍었으며 연극 배우로도 활동했다.
1998년 러시아 인민예술가상을 받았다.
코로나19 범유행 중인 2020년 양성 판정을 받고 투병중 2021년 1월 2일 모스크바에서 사망했다.